# 皇民化教育
皇民化教育（こうみんかきょういく、旧字体：皇民化󠄁敎育）とは、大日本帝国の統治地域における日本人以外の民族に対し行った同化教育である。内地・外地を問わず用いられる。

## 内容

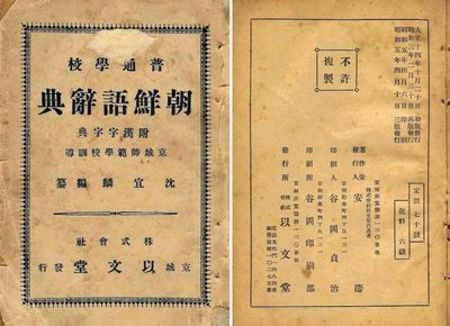
『朝鮮語辞典』朝鮮・京城師範学校訓導用（沈宣麟編纂，1925年、以文堂（京城）発行）

- 言語統制、日本語標準語の公用語化。公的な場は勿論、家庭内においても標準語の使用が奨励された。教育現場においては方言や各民族語の使用は控えられた。
- 教育勅語の「奉読」、奉安殿の設置等による教育、国旗掲揚や国歌斉唱などを通じた日本人意識の涵養。
- 外地における神社（台湾神宮、朝鮮神宮等）の建立や参拝奨励など、国家神道と宗教政策（日本の宗教参照）の推進。その他、軍人への敬礼や宮城遥拝等も行われた。

## 観点
批難、否定派
- 徴兵や植民地支配強化を目的とした政策である。能力を役立てる先は被占領国ではなく占領者たる大日本帝国である。
- 皇民化教育は特に外地や占領地域においてそれぞれの民族の伝統や文化を無視し、ときには破壊した。民族浄化政策として自覚的に行われたと疑う論調もある。この時代の教育の影響で、民族語を持てず、民族的文化的アイデンティティーが危うくなるなどの後遺症に苦しむ人もいる。
- 同化を謳いながら、日本本土との差異を残して差別をするという矛盾した政策である[1]。
- 「大東亜共栄圏」・「八紘一宇」で「日本人と対等に扱う政策であった」との擁護論があるが、日本人化するという発想自体が日本人を優位と見るものであり、また日本人としての義務は課されたが権利は付与されなかった差別の証拠である。

擁護、肯定派
- 国家に役立つ人材を輩出するために行われた。
- 現在の価値観からは非難されるが、当時としては同化政策によって国民統合を図るのは普通のことであった。
- 当時の西洋列強が行っていた、植民地支配と現地住民に対する扱いとは違い、皇民化政策は思想と言語統一によって他民族を日本人化することで、日本人と植民地住民を対等に扱おうとするものであった。現に「一視同仁」をスローガンにしていた。これは、当時の日本が構想した大東亜共栄圏に繋がる思想であり、権利にしても参政権などは漸進主義に基づき、段階的に付与しようとしていた。事実、内地居住者は参政権を認められており、普通選挙ではなかったが1945年（昭和20年）4月1日に改正された衆議院議員選挙法によって台湾や朝鮮にも帝国議会の議席が与えられていた。

## 戦後の政策への影響
第二次世界大戦終了後日本を占領した連合国は、皇民化教育が軍国主義を進めたとして教育制度を改変した。教育勅語が教育現場から排除され、教育の基本法として教育基本法が制定された。ただ、標準語の推進などは以後も推し進められた。
（その後の教育政策については「教育基本法#旧法の改正論に対する賛否」を参照）